# The Boatman's Call
The Boatman's Call släpptes 1997 och är det tionde studioalbumet av Nick Cave & The Bad Seeds. Albumet är avsevärt mer lågmält än hans tidigare skivor och texterna genomgående mörka och inte längre så teatrala. The Boatman's Call blev väl mottagen både bland kritiker och publik och sålde väl. Efter skivan åkte Cave och The Bad Seeds på en längre turné, vilket sedan följdes av en längre uppehåll i både turnerande och skivsläpp.

## Låtlista
Alla låtar är skrivna av Nick Cave.
| Nr           | Titel                                         | Längd |
| ------------ | --------------------------------------------- | ----- |
| 1.           | Into My Arms                                  | 4:15  |
| 2.           | Lime Tree Arbour                              | 2:56  |
| 3.           | People Ain't No Good                          | 5:42  |
| 4.           | Brompton Oratory                              | 4:06  |
| 5.           | There Is a Kingdom                            | 4:52  |
| 6.           | (Are You) The One That I've Been Waiting For? | 4:05  |
| 7.           | Where Do We Go Now but Nowhere?               | 5:46  |
| 8.           | West Country Girl                             | 2:45  |
| 9.           | Black Hair                                    | 4:14  |
| 10.          | Idiot Prayer                                  | 4:21  |
| 11.          | Far from Me                                   | 5:33  |
| 12.          | Green Eyes                                    | 3:32  |
| Total längd: | Total längd:                                  | 52:07 |

### Bonuslåtar
| 13. | Little Empty Boat (Words: Cave, Music: Cave, Bargeld, Casey, Harvey)              |  |
| 14. | Right Now I'm a-Roaming (Words: Cave, Music: Cave, Casey, Harvey, Savage, Wydler) |  |
| 15. | Black Hair (Band Version)                                                         |  |
| 16. | Come Into My Sleep                                                                |  |
| 17. | Babe, I Got You Bad                                                               |  |

## Medverkande artister
Nick Cave (sång, piano, hammondorgel, synt, vibrafon, låtskrivande)
The Bad Seeds:
Mick Harvey (akustisk gitarr, elgitarr, hammondorgel, vibrafon)

Blixa Bargeld (gitarr)

Warren Ellis (fiol, dragspel, piano)

Jim Sclavunos (melodica, trummor, slagverk)

Conway Savage (piano, synt)

Martyn P. Casey (basgitarr)

Thomas Wydler (trummor, maracas)

## B-sidor & covers
Into My Arms släpptes med Little Empty Boat och ibland Right Now, I'm Roaming som b-sidor. Jonathan Glazier och Nick Cave gjorde videon (se nedan)

(Are You) The One That I've Been Waiting For? har Come Into My Sleep, Black Hair (Band Version) samt Babe, I Got You Bad som b-sidor. I vissa pressningar utgår de två senare. Angela Conway gjorde videon.
Into My Arms spelas i filmen The Zero Effect och flera artister har gjort covers.
Även (Are You) The One That I've Been Waiting For? har använts som covermaterial av flera artister.
People Ain't No Good spelas i filmen Shrek 2.
Right Now I'm Roaming, b-sida till Into My Arms, har gjorts i coverversion av Herman Brood. På dennes begravning gjorde U2, i sin tur, en cover av covern.
Det finns en outtake från studion där alla låtar på albumet, samt en del andra, återfinns - i något annorlunda tappningar. Utöver albumlåtarna kan man hitta The Garden Duet; I Do, Dear, I Do; Opium Tea; Sheep May Safely Graze; Wake Up My Lover; Farewell, Goodbye, So Long samt I Got Another Woman Now, Dear bland outtakesen.

## Kuriosa
Både West Country Girl och Black Hair handlar om PJ Harvey, som Cave umgicks med under tiden då albumet spelades in.
Little Empty Boat, b-sidan till Into My Arms, handlar om manlig impotens.
I Shrek 2 uppträder en man med krok istället för ena handen. Han spelar People Ain't No Good på piano i en nedgången bar.
Det sägs att Nick blev missnöjd med videon till Into My Arms och därför själv färdigställde videon, varpå den ursprunglige regissören inte längre kände att han på något sätt skulle kopplas ihop med videon.
Under Michael Hutchence (sångaren i INXS) begravning sjöng Nick Into My Arms.
Nick om Boatman's Call: "I was making a big heroic melodrama out of a bog-standard rejection by a woman..."